# Isländischer Fußballpokal der Männer 1968
Der isländische Fußballpokal 1968 war die neunte Austragung des isländischen Pokalwettbewerbs der Männer. Pokalsieger wurde zum ersten Mal ÍBV Vestmannaeyja. Das Team setzte sich im Finale am 5. Oktober 1968 im Melavöllur von Reykjavík gegen das Reserveteam von KR Reykjavík durch. Titelverteidiger KR Reykjavík unterlag im Viertelfinale der eigenen Reserve.

## Modus
Die Begegnungen wurden in einem Spiel ausgetragen. Bei unentschiedenem Ausgang wurde zur Ermittlung des Siegers eine Verlängerung gespielt. War auch hier keine Entscheidung gefallen, wurde der Sieger per Los ermittelt. Im Halbfinale wurde das Spiel nach einem Remis zunächst wiederholt, und dann gegebenenfalls per Los entschieden.

## Qualifikation
12 Mannschaften nahmen teil, davon 5 Reserveteams.
| Datum      |                     | Ergebnis |                        |
| ---------- | ------------------- | -------- | ---------------------- |
| 21.07.1968 | KR Reykjavík B      | 2:1      | Völsungur Húsavík      |
| 21.07.1968 | ÍB Keflavík B       | 1:5      | þróttur Reykjavík      |
| 21.07.1968 | Víðir Garði         | 1:5      | Breiðablik Kópavogur B |
| 28.07.1968 | þróttur Reykjavík B | 1:2      | UMF Njarðvík           |
| 29.07.1968 | ÍBA Akureyri B      | 5:2      | FH Hafnarfjörður       |
| 30.07.1968 | Víkingur Reykjavík  | 2:1      | ÍA Akranes B           |

## 1. Runde
Teilnehmer: Die fünf Sieger der Qualifikation, vier Zweitligisten (Haukar, ÍA, ÍBÍ, Breiðablik) und vier Reserveteams (Fram B, Víkingur B, Valur B, ÍBV B).
| Datum      |                      | Ergebnis |                        |
| ---------- | -------------------- | -------- | ---------------------- |
| 22.07.1968 | Haukar Hafnarfjörður | 0:1      | Víkingur Reykjavík B   |
| 26.07.1968 | Valur Reykjavík B    | 0:3      | Breiðablik Kópavogur   |
| 11.08.1968 | UMF Njarðvík         | 1:0      | ÍBV Vestmannaeyja B    |
| 13.08.1968 | þróttur Reykjavík    | 5:1      | ÍBA Akureyri           |
| 14.08.1968 | ÍA Akranes           | 8:1      | Fram Reykjavík B       |
| 16.08.1968 | Víkingur Reykjavík B | 4:0      | Breiðablik Kópavogur B |
| 17.08.1968 | ÍB Ísafjörður        | 0:2      | KR Reykjavík B         |

## 2. Runde
Teilnehmer: Die sieben Sieger der 1. Runde und UMF Selfoss aus der 2. deild karla.
| Datum      |                    | Ergebnis |                      |
| ---------- | ------------------ | -------- | -------------------- |
| 18.08.1968 | Víkingur Reykjavík | 6:5      | UMF Selfoss          |
| 24.08.1968 | ÍA Akranes         | 6:2      | UMF Njarðvík         |
| 27.08.1968 | KR Reykjavík B     | 3:1      | Víkingur Reykjavík B |
| 01.09.1968 | þróttur Reykjavík  | 2:0      | Breiðablik Kópavogur |

## 3. Runde
| Datum      |                   | Ergebnis |                    |
| ---------- | ----------------- | -------- | ------------------ |
| 08.09.1968 | þróttur Reykjavík | 0:2      | Víkingur Reykjavík |
| 08.09.1968 | KR Reykjavík B    | 1:0      | ÍA Akranes         |

## Viertelfinale
Teilnehmer: Die zwei Sieger der 3. Runde und die sechs Teams der 1. deild 1968.
| Datum      |                | Ergebnis |                    |
| ---------- | -------------- | -------- | ------------------ |
| 07.09.1968 | ÍB Keflavík    | 5:6      | ÍBV Vestmannaeyja  |
| 08.09.1968 | ÍBA Akureyri   | 6:6 1    | Valur Reykjavík    |
| 14.09.1968 | KR Reykjavík B | 4:3      | KR Reykjavík       |
| 15.09.1968 | Fram Reykjavík | 7:4      | Víkingur Reykjavík |

## Halbfinale
| Datum      |                   | Ergebnis |                 |
| ---------- | ----------------- | -------- | --------------- |
| 22.09.1968 | ÍBV Vestmannaeyja | 2:1      | Fram Reykjavík  |
| 28.09.1968 | KR Reykjavík B    | 2:1      | Valur Reykjavík |

## Finale
| Paarung  | ÍBV Vestmannaeyja – KR Reykjavík B                               |
| Ergebnis | 2:1                                                              |
| Datum    | 21. Oktober 1968                                                 |
| Stadion  | Melavöllur, Reykjavík                                            |
| Tore     | Für ÍBV: Sigmar Palmason, Valur Andersen Für KR: Johan Reynisson |